# 知ればしるほど!!あおもり県
『知ればしるほど!!あおもり県』（しればしるほど あおもりけん）は1995年10月から2004年1月まで青森放送（RABテレビ）で月に1回のペースで放送されていたテレビ番組。内容は、青森県内各市町村の知られざる魅力などを伝えていくというものであった。出演者は伊奈かっぺい、田村啓美（RABアナウンサー、当初は稲葉直子が出演）、内海桂子。
番組のスタジオは「定食屋」になっていて、かっぺいは定食屋の主人、田村は店員、内海は常連客という設定だった。そのため、毎回の放送テーマは「○○○（市町村名が入ることが多い）定食」となっていた。エンディングでは、内海の歌と三味線による都々逸で締めていた。
2004年、100回目を迎えたのを機に番組は終了した。